# Amt Ribnitz-Damgarten
La comunità amministrativa di Ribnitz-Damgarten (Amt Ribnitz-Damgarten) si trova nel circondario della Pomerania Anteriore-Rügen nel Meclemburgo-Pomerania Anteriore, in Germania.

## Suddivisione
Comprende 4 comuni (abitanti il 31 dicembre 2022):
1. Ahrenshagen-Daskow (2 165)
2. Ribnitz-Damgarten, città * (15 721)
3. Schlemmin (301)
4. Semlow (689)

Il capoluogo è Ribnitz-Damgarten.